# Форау (Бихор)
Форау (рум. Forău) насеље је у Румунији у округу Бихор у општини Уиљаку де Бејуш. Oпштина се налази на надморској висини од 217 m.

## Становништво
Према подацима из 2002. године у насељу је живело 1001 становника, од којих су сви румунске националности.